# Neomyia cuprea
Neomyia cuprea är en tvåvingeart som beskrevs av Shinonaga och Tumrasvin 1977. Neomyia cuprea ingår i släktet Neomyia och familjen husflugor.
Artens utbredningsområde är Thailand. Inga underarter finns listade i Catalogue of Life.